# Michel Asfar
Michel Asfar (1931-1978) est un psychiatre et un psychanalyste libanais. Pionnier et premier psychanalyste à pratiquer la psychanalyse au Liban, il y a ouvert la voie au début des années 1970.

## Biographie
Michel Asfar s'est formé à l'Institut de Psychanalyse de Paris. Il est marié à Marie-Thérèse Spelz, elle-même psychanalyste et auteure d’écrits sur les phénomènes relationnels de groupe. Ancien interne des hôpitaux psychiatriques de la Seine, Michel Asfar est membre affilié à la Société psychanalytique de Paris de 1975 à 1978, date de son décès par un éclat d’obus en son domicile pendant la Guerre du Liban.
Parallèlement à son exercice privé, il avait œuvré à promouvoir la pensée psychanalytique dans une institution pour enfants que la guerre avait fait disparaître, ainsi qu'auprès de jeunes psychiatres de Beyrouth. Une notice nécrologique de Paul-Claude Racamier en 1979 lui est consacrée dans la Revue française de psychanalyse.
N’ayant pu continuer à déployer ce qu’il avait le premier entamé, il en a néanmoins donné l’impulsion : deux ans après son décès prématuré, la première société de psychanalyse dans le monde arabe voit le jour en 1980,.